# Federació Burkinesa de Futbol
La Federació Burkinesa de Futbol (FBF) (francès: 'Fédération Burkinabé de Football') és la institució que regeix el futbol a Burkina Faso. Agrupa tots els clubs de futbol del país i es fa càrrec de l'organització de la Lliga burkinesa de futbol i la Copa. També és titular de la Selecció de futbol de Burkina Faso absoluta i les de les altres categories.
Va ser formada el 1959.
- Afiliació a la FIFA: 1964[3]
- Afiliació a la CAF: 1964